# Harry Van Barneveld
Harry Van Barneveld, né le 18 février 1967 à Amsterdam, est un ancien judoka belge. Il remporta la médaille de bronze dans la catégorie des poids lourds aux Jeux olympiques de 1996 à Atlanta, la seconde récompense olympique obtenue par un judoka belge après Robert Van de Walle. Il était l'un des grands animateurs du circuit international dans les années 1990 essentiellement en toutes catégories où il a remporta son unique championnat international en 1997. Il montait cependant souvent sur les podiums des grandes compétitions : son palmarès affiche ainsi deux médailles mondiales et onze européennes. Battu en quarts de finale du tournoi olympique à Sydney en 2000 par le Français David Douillet, il met fin à sa carrière sportive.

## La vie après le sport
Harry est désormais membre des forces de police belges. Après deux années en tant qu'auxiliaire de police, il est depuis 2007 Inspecteur de police dans la zone de Bruxelles-Capitale Ixelles. District 2, BTI (Brigade Territoriale d'Intervention).
Harry est toujours judoka non compétiteur ; il est sixième dan depuis le 14 juin 2009.

## Palmarès

### Jeux olympiques
- Jeux olympiques de 1996 à Atlanta (États-Unis) :
  -  Médaille de bronze dans la catégorie des poids lourd (+95 kg).

### Championnats du monde
- Championnats du monde 1997 à Paris (France) :
  -  Médaille de bronze dans les toutes catégories.
- Championnats du monde 1999 à Birmingham (Royaume-Uni) :
  -  Médaille de bronze dans les toutes catégories.

### Championnats d'Europe
| Chpts d'Europe    | Chpts d'Europe    | 1989 | 1990 | 1992 | 1993 | 1994 | 1995 | 1996 | 1997 | 1998 |
| ----------------- | ----------------- | ---- | ---- | ---- | ---- | ---- | ---- | ---- | ---- | ---- |
| poids lourds      | +95 kg            | -    | 2e   | -    | -    | -    | -    | -    | 3e   | -    |
| toutes catégories | toutes catégories | 3e   | 2e   | 3e   | 2e   | 2e   | 3e   | 3e   | 1er  | 2e   |

### Championnat de Belgique
| Chpt de Belgique  | Chpt de Belgique  | 1985 | 1986 | 1987 | 1988 | 1989 | 1990 | 1991 | 1992 | 1993 | 1994 | 1995 | 1996 | 1997 | 1998 | 1999 | 2000 |
| ----------------- | ----------------- | ---- | ---- | ---- | ---- | ---- | ---- | ---- | ---- | ---- | ---- | ---- | ---- | ---- | ---- | ---- | ---- |
| poids lourds      | +95 kg            | 3e   | 2e   | 1er  | 2e   | 1er  | 2e   | 1er  | 1er  | -    | 1er  | 1er  | -    | 1er  |      |      |      |
| poids lourds      | +100 kg           |      |      |      |      |      |      |      |      |      |      |      |      |      | 1er  | 1er  | 1er  |
| toutes catégories | toutes catégories |      |      |      | 3e   |      |      |      |      | 1er  |      |      |      |      |      |      |      |